# GP西フランス・プルエー2009
GP西フランス・プルエー2009は、GP西フランス・プルエーの72回目のレース。2009年8月23日に行われ、サイモン・ジェランが優勝。

## 総合成績
| 順位 | 選手名                     | 国籍           | チーム                                     | 時間          |
| ---- | -------------------------- | -------------- | ------------------------------------------ | ------------- |
| 1    | サイモン・ジェラン         | オーストラリア | サーヴェロ・テストチーム                   | 5時間58分53秒 |
| 2    | ピエリック・フェドリゴ     | フランス       | Bボックス・ブイグテレコム                  | 同            |
| 3    | パウル・マルテンス         | ドイツ         | ラボバンク                                 | 同            |
| 4    | アントニー・ルー           | フランス       | フランセーズ・デ・ジュー                   | 同            |
| 5    | ダニエル・マーティン       | アイルランド   | ガーミン・スリップストリーム               | 同            |
| 6    | ルイス・レオン・サンチェス | スペイン       | ケス・デパーニュ                           | +03秒         |
| 7    | サミュエル・デュムラン     | フランス       | コフィディス＝ル・クレディ・アン・リーニュ | 同            |
| 8    | マキシム・イグリンスキー   | カザフスタン   | アスタナ                                   | 同            |
| 9    | フレデリック・ゲドン       | フランス       | フランセーズ・デ・ジュー                   | 同            |
| 10   | ヘスス・デル・ネロ         | スペイン       | フジ・セルベット                           | 同            |